# Камунда Чінабу
Камунда Чінабу (фр. Kamunda Tshinabu, нар. 8 травня 1946) — заїрський футболіст, що грав на позиції півзахисника.
Виступав за клуб «ТП Мазембе», а також національну збірну Заїру. У складі збірної — володар Кубка африканських націй.

## Виступи за збірні
Виступав за національну збірну Заїру. Учасник трьох Кубків африканських націй (1970, 1972 та 1974 років). Разом зі збірною став континентальним чемпіоном в 1974 році в Єгипті.
У кваліфікації на Чемпіонат світу 1974 року Чінабу провів 1 матч і допоміг Заїру стати першим учасником фінального етапу чемпіонату світу від Субсахарської Африки. На самому чемпіонаті світу, який проходив у ФРН, Камунда був заявлений під 7 номером. У своїй групі команда посіла останнє 4 місце, поступившись Шотландії, Бразилії та Югославії. Камунда зіграв одній грі проти Бразильців, а команда встановила антирекорд чемпіонатів світу, пропустивши 14 голів і не забивши жодного.

## Титули і досягнення
- Володар Кубка африканських націй (1):

Заїр: 1974